# جوزيف ديمبسي
جوزيف ديمبسي (بالإنجليزية: Joseph Dempsey)‏ هو مجدف أمريكي، ولد في 12 أكتوبر 1875 في فيلادلفيا في الولايات المتحدة، وتوفي بنفس المكان في 7 أغسطس 1942.

## وصلات خارجية
- جوزيف ديمبسي على موقع الاتحاد الدولي للتجديف (الإنجليزية)
- جوزيف ديمبسي على موقع اللجنة الأولمبية الدولية (الإنجليزية)
- جوزيف ديمبسي على موقع أوليمبيديا (الإنجليزية)